# Stephen Kelly
Stephen Michael David Kelly (Dublin, 6 september 1983) is een Iers voormalig voetballer die doorgaans speelde als rechtsback. Tussen 2000 en 2017 speelde hij voor Tottenham Hotspur, Southend United, Queens Park Rangers, Watford, Birmingham City, Stoke City, Fulham, Reading en Rotherham United. Kelly maakte in 2006 zijn debuut in het Iers voetbalelftal en kwam uiteindelijk tot negenendertig interlandoptredens.

## Clubcarrière
Kelly was actief in de jeugd van Tottenham Hotspur. Hij speelde in zes jaar tijd echter maar zevenendertig wedstrijd en was dan ook drie keer verhuurd geweest, namelijk aan Southend United, Queens Park Rangers en Watford. In 2006 stapte de verdediger over naar Birmingham City, waardoor hij in 2009 verhuurd werd aan Stoke City. Tussen 2009 en 2013 was Kelly actief namens Fulham, dat hem na afloop van zijn contract liet vertrekken naar Reading. In november 2015 verkaste de Ier naar Rotherham United. Na twee seizoenen verliet hij deze club en zette hij een punt achter zijn carrière.

## Interlandcarrière
Kelly maakte zijn debuut in het Iers voetbalelftal op 24 mei 2006. Op die dag werd een vriendschappelijke wedstrijd tegen Chili met 0-1 verloren. De verdediger mocht in de basis beginnen en werd in de 85ste minuut gewisseld voor Andy Reid. Hij maakte tevens deel uit van de selectie van Ierland op het EK 2012, waar het nationale team strandde in de groepsfase.